# Pascal Schürpf
Pascal Schürpf, né le 15 juillet 1989 à Bâle en Suisse, est un footballeur suisse qui évolue au poste de milieu de terrain au Grasshopper Zurich,.

## Biographie

### En club
Schürpf fait ses débuts professionnels en 2009 au FC Bâle, où il joue six matchs de Super League et un match de Ligue Europa face au club anglais de Fulham, avec zéro but au compteur. Lors de cette saison, son équipe remporte le Super League,. Lors de la saison suivante, il joue cinq matchs et marque un but.
En janvier 2011, Schürpf est prêté au club tessinois de Challenge League, le FC Lugano. Il termine son prêt en juin 2011. Schürpf retrouve la deuxième division suisse par le biais de ses prêts à Aarau, Bellinzone et Vaduz. Il officie son transfert en 2014 au FC Vaduz, qui coïncide avec le moment où son club monte en Super League. Durant ses trois saisons à Vaduz, il remporte quatre Coupes du Liechtenstein,.
En 2017, Schürpf quitte le club liechtensteinois pour revenir dans un club suisse, le FC Lucerne.

### En équipe nationale
Avec l'équipe de Suisse des moins de 20 ans, il inscrit deux buts en 2008, lors de matchs amicaux contre l'Italie et l'Allemagne.
Avec l'équipe de Suisse espoirs, il marque un but en mars 2010, lors d'un match amical contre la Norvège.

## Palmarès
- Champion de Suisse en 2010, 2011 et 2012 avec le FC Bâle
- Vainqueur de la Coupe de Suisse en 2010 et 2012 avec le FC Bâle et en 2021 avec le FC Lucerne
- Vainqueur de la Coupe du Liechtenstein en 2014, 2015, 2016 et 2017 avec le FC Vaduz